# 布魯菲爾德
布鲁菲尔德是美国西弗吉尼亚州默瑟县的一个城市。2020年人口普查时市辖区人口为9,658人。它是延伸至弗吉尼亚州的布鲁菲尔德小都市区的主要城市，该都会区2020年人口为106,363人。

## 历史
布鲁菲尔德的定居历史始于18世纪，该地区当时属于英国弗吉尼亚殖民地的西部边缘地带，时常有定居者进入此地，也有很多印第安部落在这里活动。当时戴维森和贝利家族定居在现在的西弗吉尼亚西南部一个崎岖偏远的地方。随后一些定居者也前来定居，建立了一个小村庄，里面有一座磨坊、一座教堂、一间教室的校舍，还有一座堡垒，用于防御肖尼族的入侵，肖尼族在蓝石河畔有一个村庄。传统上认为这座城市以该地区的菊苣花命名，这种花在夏天使田野呈现出紫蓝色。
这片土地之下蕴藏着当时世界上最大、最丰富的烟煤矿床。第一条煤层是在弗吉尼亚州波卡洪塔斯发现的。诺福克和西部铁路公司总裁弗雷德里克·金博尔将此描述为“这片大陆上，甚至可能是整个地球上最惊人的发现”。1882年后，哈曼、布卢菲尔德、沃尔和波卡洪塔斯周围的地区开发了煤矿，这些地区被称为波卡洪塔斯煤田。它们帮助支持了美国的工业革命。该地区煤炭工业的发展带动了当地和全国经济的繁荣，吸引了欧洲移民工人和来自美国南部的非裔美国人移民到山区寻找工业工作。
19世纪末，诺福克与西部铁路公司选择布鲁菲尔德作为维修中心和主要分界点的所在地，这极大地刺激了该镇的发展。在1887年至1888年的一年时间里，铁路客流量增长了317%。与淘金热期间旧金山的极速增长一样，布鲁菲尔德成为了一座似乎“一夜之间”崛起的城市。增长速度远远超过了现有的基础设施。
煤炭繁荣为该地区带来了大量资金。附近的布拉姆韦尔于1888年成立，自诩为“百万富翁之城”，因为这里的人均百万富翁数量比全国任何地方都多。该市的人均汽车拥有量也比全国任何其他城市都多。1889年，布鲁菲尔德市正式成立。
布鲁菲尔德是鲍德温-费尔茨侦探社的总部所在地，该社最初从事火车犯罪活动，但后来成为著名的罢工破坏者，并成为煤炭战争（包括马特万战役）中的杰出人物。
布鲁菲尔德拥有强大的黑人社区，是1895年成立的布鲁菲尔德有色人种学院的所在地，这是一所历史悠久的黑人学院。它发展成为今天的布鲁菲尔德州立大学。随着哈德威博士聘请第一位白人校长并在1968年爆炸事件后关闭宿舍，人口结构开始发生变化。它被称为“美国最白的黑人学院”。

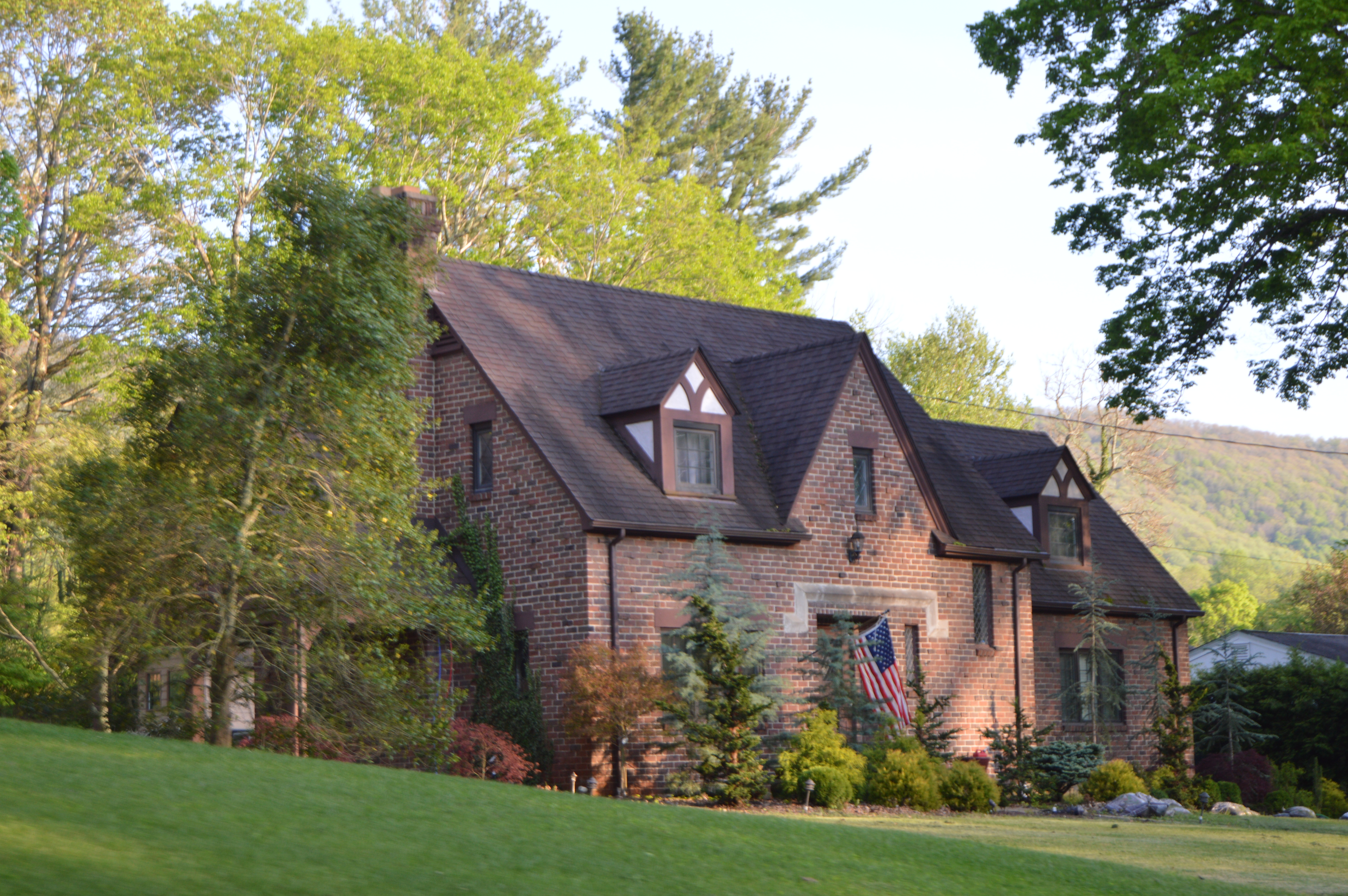
上奥克赫斯特历史街区主要在 20世纪20年代开发

1924年，弗吉尼亚州附近的格雷厄姆决定更名为布鲁菲尔德，试图统一这两个自美国内战以来一直不和的城镇。诺贝尔经济学奖得主、数学家约翰·福布斯·纳什于1928年出生于布鲁菲尔德。乔治·马歇尔·帕尔默是著名的普渡大学航空学教授和航空航天科学实验室主任，波音风洞发明的领导者，也是摩天大楼空气动力学和结构测试的先驱，他于1921年出生于布鲁菲尔德。
大萧条对布鲁菲尔德的破坏尤其严重。政府几乎破产，市中心发生一系列毁灭性的建筑火灾，城市几乎被摧毁。直到第二次世界大战爆发，煤炭生产才恢复。这座城市的战略重要性如此之大，以至于希特勒将布鲁菲尔德列入了他著名的美国空袭目标名单中。当时空袭演习在该市很常见。
1964年，海伦·康普顿 (Helen Compton) 开设了 Shamrock Bar，这是西弗吉尼亚州最古老的同性恋酒吧，现已被拆除。

## 地理
布鲁菲尔德位于西弗吉尼亚州阿巴拉契亚山脉，与弗吉尼亚州布鲁菲尔德隔州界相望。
根据美国人口普查局的数据，该镇总面积为 8.86 平方英里（22.95 平方公里），全部为陆地。

### 气候
布卢菲尔德是一座山地城市，由于其海拔高度，属夏季暖湿大陆性气候( Dfb )，接近亚热带高地气候或温带海洋性气候( Cfb )。这里的特点是冬季温和多雪，夏季温暖至炎热。

## 人口
| 调查年                | 人口   | 备注 | %±     |
| --------------------- | ------ | ---- | ------ |
| 1890                  | 1,775  |      | —      |
| 1900                  | 4,644  |      | 161.6% |
| 1910                  | 11,188 |      | 140.9% |
| 1920                  | 15,282 |      | 36.6%  |
| 1930                  | 19,339 |      | 26.5%  |
| 1940                  | 20,641 |      | 6.7%   |
| 1950                  | 21,506 |      | 4.2%   |
| 1960                  | 19,256 |      | −10.5% |
| 1970                  | 15,921 |      | −17.3% |
| 1980                  | 16,060 |      | 0.9%   |
| 1990                  | 12,756 |      | −20.6% |
| 2000                  | 11,451 |      | −10.2% |
| 2010                  | 10,447 |      | −8.8%  |
| 2020                  | 9,658  |      | −7.6%  |
| U.S. Decennial Census |        |      |        |

### 2010 年人口普查
根据2010年美国人口普查，该镇共有10,447人、4,643户家庭和2,772个家族。人口密度为每平方英里1,179.1人（455.3/km2）。有5,457个住房单元，平均密度为每平方英里615.9套（237.8/km2）。该镇的种族构成为 73.7%白人、23.0%非裔美国人、0.3%美洲原住民、0.5%亚裔、0.2%其他种族，以及2.3%来自两个或多个种族。任何种族的西班牙裔或拉丁裔占人口的0.9%。

## 著名人物
- 伊丽莎白·基，西弗吉尼亚州首位当选美国众议院议员的女性
- 约翰·S·奈特（John S. Knight），报纸出版商
- 克里斯蒂·马丁，职业拳击手，国际拳击名人堂成员
- Alex B. Mahood，建筑技术
- 小约翰·福布斯·纳什，诺贝尔数学奖获得者。
- Zirl A. Palmer，商人和民权活动家
- Maceo Pinkard，作曲家、作词家和音乐出版商，以Sweet Georgia Brown闻名
- Brian Platnick，桥牌冠军
- 小卡尔·瑞普肯，前棒球游击手和三垒手，曾效力于布鲁菲尔德金莺队
- 休·艾克·肖特（Hugh Ike Shott），报纸编辑、广播员和政治家
- 查尔斯·肯齐·斯蒂尔，民权活动家
- 托妮·斯通 (Toni Stone)是三位全职打职业棒球的女性中的第一位
- 安娜·斯图尔特，肥皂剧演员